# 光 (Zweiの曲)
光(ひかり)はZweiの4枚目のシングル。

## 内容
プロデューサーにNICK WOODを迎えた表題曲は本作で最後となった。日本テレビ系「(秘)ひらめ筋」エンディング・テーマ。

## 収録曲
1. 光
作詞：佐々木美和　作曲：NICK WOOD　編曲：NICK WOOD・Chris Corner
2. ICE BREAKER
作詞：佐々木美和・NICK SOUTER・NICK WOOD　作曲：NICK WOOD　編曲：NICK WOOD・Chris Corner
3. 光(inst.)